# Mihai Ivăncescu
Mihai Ivăncescu (22 de março de 1942 - 2 de janeiro de 2004) foi um futebolista romeno que competiu na Copa do Mundo de 1970.